# Cantón Pedro Carbo
Pedro Carbo, es un cantón de la Provincia del Guayas en la República del Ecuador, está situado al noroeste de la Provincia del Guayas. Su cabecera cantonal es la ciudad de Pedro Carbo. Las coordenadas geográficas son las siguientes: Al norte: Desde los orígenes del Estero la Chonta, en los Cerros de Guanábano, Al este: De la afluencia del Estero Grande en el río La Sáiba, en su coordenada geográfica, Al sur: Desde los orígenes del Estero El Arenoso hasta alcanzar las nacientes del Estero Seco, Al oeste: Desde las nacientes del Estero Seco hasta el camino de localidad “Las Negras”.

## Historia[1]
Fue fundada el 19 de julio de 1984. Pedro Carbo fue una parroquia rural del cantón Daule llamada Caamaño. La ciudad lleva el nombre del líder liberal ecuatoriano Pedro Carbo Noboa, quien nació en Guayaquil en 1813 y fue uno de los principales gestores de la Revolución Liberal. Desde entonces, el cantón ha tenido un importante desarrollo agrícola, con cultivos de arroz, maíz, algodón y otros productos. Según los datos del Instituto Nacional de Estadística y Censos (INEC) de Ecuador, la población del cantón Pedro Carbo en el año 2001 representaba el 1,1% del total de la provincia del Guayas y ha crecido en el último período. En el año 2021, según el sitio web Participación Cantonal, la población del cantón era de 51.802 habitantes. A lo largo de su historia, Pedro Carbo ha experimentado un importante crecimiento gracias a su ubicación estratégica en la región litoral del país y a la productividad de sus campos. En los últimos años, el cantón ha impulsado políticas de desarrollo económico y turístico, y ha implementado planes para mejorar la calidad de vida de sus habitantes.

## Geografía
Tiene una extensión de aproximadamente 940 km² y sus coordenadas geográficas son Latitud: -1.83333 y Longitud: -80.2333.El cantón está rodeada de vegetación y es atravesada por el río Daule. El clima de la zona es tropical con una estación húmeda y otra seca. Pedro Carbo es predominantemente plano y cuenta con suelos fértiles para la agricultura, siendo una actividad económica importante para la zona; con cultivos de arroz, maíz, algodón, girasol y otros productos.

### Cantones limítrofes con Pedro Carbo
| Noroeste: Paján       | Norte: Paján     | Noreste: Santa Lucía  |
| Oeste: Paján          |                  | Este: Isidro Ayora    |
| Suroeste: Santa Elena | Sur: Santa Elena | Sureste: Isidro Ayora |

## Política
Presenta dos parroquias rurales, que complementan el área total. Es importante destacar que el término "parroquia" es utilizado para referirse a los territorios dentro de la división administrativa municipal. 
En cuanto a la administración, está gobernada por una municipalidad que se rige por lo establecido en la Constitución de la República. La gestión del Cantón Pedro Carbo está a cargo del Gobierno Autónomo Descentralizado Municipal, es decir, una entidad de gobierno que administra el cantón de forma autónoma del gobierno central.
La municipalidad está organizada por la separación de poderes, en este caso, un poder ejecutivo representado por el alcalde y otro poder legislativo conformado por los concejales cantonales. Ambos poderes trabajan en conjunto para tomar decisiones en beneficio del desarrollo y bienestar de la ciudad y sus habitantes.
Según la Municipalidad de Pedro Carbo está se rige principalmente por lo estipulado en los artículos 253 y 264 de la Constitución Política de la República, así como en la Ley de Régimen Municipal en sus artículos 1 y 16. Estas leyes establecen la autonomía funcional, económica y administrativa de la entidad, lo que le permite gestionar sus recursos de manera eficiente y ejecutar su planificación territorial y económica de acuerdo con las necesidades y características propias de la ciudad.

## Transporte[3]
Se realiza principalmente a través de mototaxis, según un proyecto de investigación realizado en la zona. El cantón cuenta con una importante actividad agrícola, lo que sugiere que el transporte de productos agrícolas es relevante en la zona. En cuanto al transporte público, se encontró un estudio de factibilidad de mercado y demanda del transporte público del cantón Pedro Carbo, brindan servicios dentro de la ciudad y sus barrios cercanos. La ciudad cuenta con vías asfaltadas y en buen estado, lo que permite una movilidad fluida. Sin embargo, es importante tener en cuenta que la frecuencia y disponibilidad del transporte puede variar según la hora del día.

## Economía
Pedro Carbo es conocido por ser un productor importante de bananos, maíz, cacao, palma aceitera y frutas en general. De hecho, según el Censo Nacional Agropecuario de 2010, en esa época se cultivaban más de 4,000 hectáreas de banana en el cantón. En cuanto al cacao, se menciona que en la provincia del Guayas, donde se encuentra Pedro Carbo, la producción de cacao alcanzó las 23,258 toneladas en 2017.
En la ganadería, Pedro Carbo es un importante productor de carne y leche bovina. Según el mismo Censo Nacional Agropecuario de 2010, había más de 18,000 cabezas de ganado en el cantón en ese entonces. Lamentablemente, no pude encontrar estadísticas más recientes específicas para Pedro Carbo.
En términos de comercio, la carretera E-40 que atraviesa Pedro Carbo posiciona al cantón como un lugar estratégico para el comercio interprovincial, y el sector comercial en el cantón es en gran parte conformado por pequeños y medianos negocios, según el Gobierno Autónomo Descentralizado Municipal de Pedro Carbo.

## Parroquias
- Pedro Carbo (Parroquia urbana)
- Sabanilla (Parroquia rural)
- Valle de la Virgen (Parroquia rural)

## Gastronomía
Algunos platos tradicionales que se pueden encontrar en esta región, entre los cuales se destacan el seco de pollo y el arroz con menestra con carne o pollo asado. También se menciona el seco de gallina criolla o pato, encebollado de pescado y aguado de gallina criolla. Estos platos típicos pueden ofrecer una experiencia culinaria única y auténtica a aquellos que deciden probarlos. 

## Festividades
Cantonización el 19 de julio, donde se elige la reina del cantón y reina del algodón. Fiesta Patronal, el 29 de junio, en honor a los Santos Pedro y Pablo. En estas fiestas,
Donde la aglomeración urbana llega a más de 45.000 personas en la ciudad de Pedro Carbo, estas personas procedentes de Isidro Ayora, Lomas de Sargentillo, Pajan (también la Cadena), las parroquias rurales como son Valle de la Virgen y Sabanilla, los recintos Jerusalén, la Estacada, Cascajal , entre otros son los que llenan a la ciudad de movimiento. Los habitantes de la ciudad también salen de sus casas a disfrutar de las festividades.
todos los años desde mediados de junio hasta mediados de julio a Pedro Carbo van comerciantes a vender sus productos y son una importante contribución para los visitantes que desean comprar en las fiestas.Se ubican en la avenida Pichincha , anteriormente lo hacían en la avenida Cristóbal Colón.
Es en este mes es donde Pedro Carbo tiene gran actividad turística , las calles lucen repletas , fiestas por todos lados, y ambiente de alegría. Barrios enteros compiten por ser el más ordenado y son premiados con servicios adicionales.
También un evento que todos los carbences conocen es el Balconazo el 19 de julio, donde se cierran las festividades, es una especie de concierto donde los asistentes bailan y gozan de un espectáculo gratuito.  
Además de estas fiestas hay también fiestas barriales las cuales acogen a gran cantidad de personas, los barrios y sectores que año a año se organizan y son los más conocidos son : barrio Primero de Mayo, sector San Ramón, entre otros.

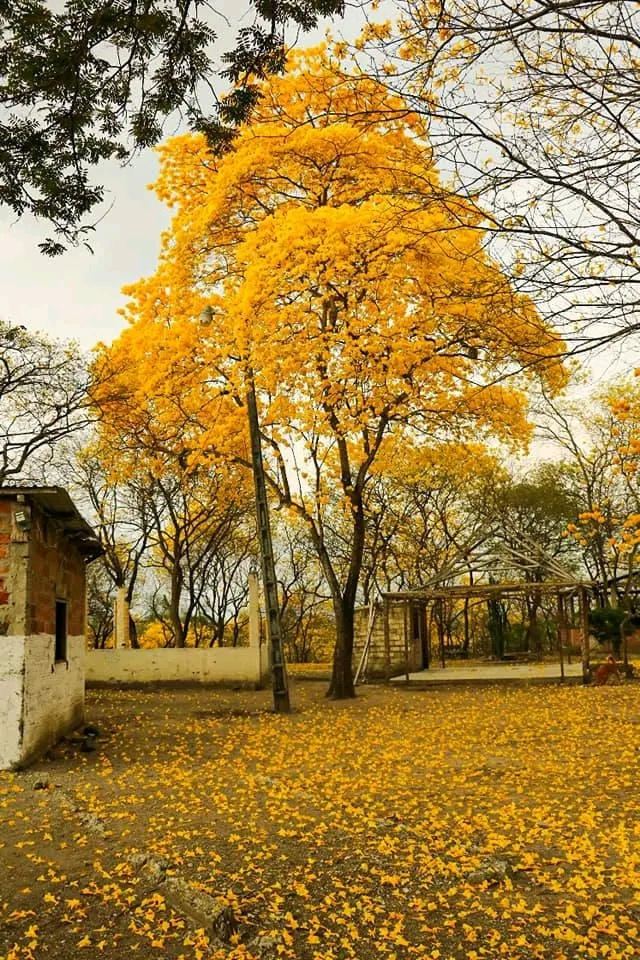
El Guayacán es un árbol de una media de 12 a 15 metros de altura, de tronco fuerte, compacto, recto, cilíndrico y de aproximadamente 60 centímetros de diámetro.

## Turismo

### Parque Ecológico Cultural Pedro Carbo[4]
Se localiza en el Recinto La Estacada del cantón Pedro Carbo (Capital Gandulera del Ecuador) con 8,5 hectáreas, a 65 km de la ciudad de Guayaquil.
Este parque ecológico cultural fue fundado en 1991 es uno de los atractivos más llamativos para los amantes de la naturaleza, al ser un Bosque Muy Seco Tropical el cual forma parte de uno de los solamente 34 puntos calientes en el mundo porque cuenta con una gran gama de biodiversidad de flora y fauna aviar donde se podrá encontrar hasta 300 árboles nativos del lugar como Fernán Sánchez, pechiche, guayacán, caoba, laurel blanco y prieto, algarrobo, entre otras especies.
Además, en este atractivo turístico también se puede desarrollar senderismo, cuenta con torres y espacios para poder acampar, cuenta con dos lagunas naturales adecuadas para las personas que les gusta realizar pesca deportiva. 

### Salto de Oro

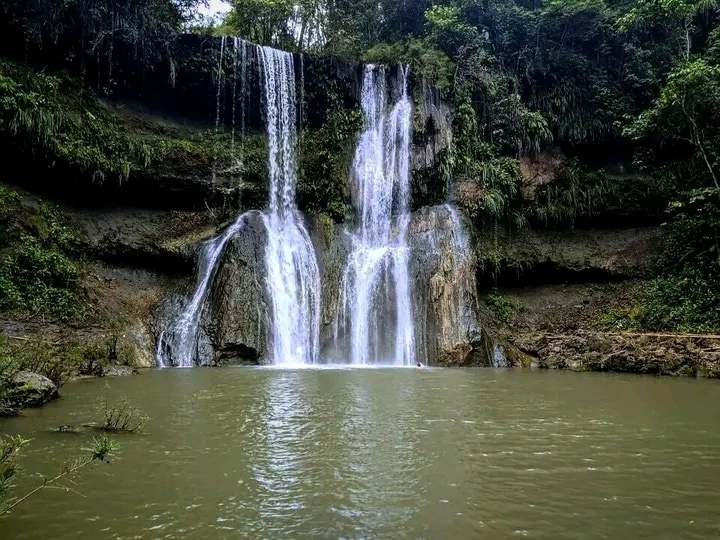
Cascada Salto de Oro

El salto de oro, conocido también como la cascada salto de oro, queda a 63 kilómetros de Guayaquil y se origina en la cordillera Paján, al límite de las provincias de Guayas y Manabí, se encuentra ubicada en un bosque nativo dentro de la propiedad privada de la Hacienda Nápoles de Oro, al norte de la provincia del Guayas, en la zona rural del cantón Pedro Carbo, para poder llegar a este lugar se realiza una caminata de 2 horas y media, pero si quieres ir en un vehículo, lo más recomendable es que sea un 4x4, debido a que es un terreno rural y tiene riachuelos y colinas empinadas. Está rodeado por naturaleza, debido a que en este lugar se encuentra un bosque nativo, entre cañales y encantos. La cascada salto de oro cuenta con 20 metros de altura y 50 metros de
profundidad, además de contar con una pequeña playa donde puedes descansar y gozar de sus hermosas vistas, el color de su agua es verde esmeralda y su orilla cuenta con arena café. Su nombre se origina debido a una leyenda, la cual cuenta que un hombre de un grupo de cazadores en una búsqueda para cazar venados observó a una mujer bañándose con un mate de oro, de la cintura para abajo era parte pescado, es decir, una sirena, al mirarlo la chica de inmediato lo hizo elegir entre ella o el oro, pero al decidirse por las riquezas todo lo demás desapareció, si el señor hubiese elegido la muchacha se hubiese quedado encantado. Otras de las leyendas que se cuenta del lugar es que hay un tesoro oculto, este se dice que se encuentra en lo profundo de su laguna cristalina, pero pocos han podido llegar al fondo de sus aguas. También, los abuelos del lugar dicen que la cascada recibe el nombre de salto encantado porque en aquel lugar se encontraban cosas sorprendentes, como tortugas gigantes. Aquí se puede realizar actividades como: Ecoturismo, senderismo, ciclismo, camping, observación de fauna, natación, exploración, fotografía, entre otras actividades.
Lo más importante para poder disfrutar del lugar es: Llevar alimentos, cámara, gafas, dinero, agua, zapatos cómodos, repelente y bloqueador, dado que en el camino no hay tiendas para abastecerse.
Su temperatura normalmente es de 23-30 °C, pero por las noches puede bajar hasta los 17 °C, por ese motivo, si decides acampar se sugiere llevar abrigos o algo que te mantenga caliente.

### La cueva del puente
La cueva del puente es un sitio el cual se ubica entre el cantón Paján y Pedro Carbo; está rodeado por un bosque nativo de encanto y sembríos agrícolas, aquí podemos escuchar y observar variedad de aves y plantas típicas de este ecosistema. Es llamado así porque está situado en la parte baja de un sendero natural que lleva a la cascada Salto de Oro. La parte interior de la cueva tiene de 12 a 17 metros de ancho, en el centro existe una abertura
que se ha formado naturalmente con la caída del agua, en este sitio, cuentan los visitantes que algunos que quieren llevarse un recuerdo del lugar, pero se pierden y no encuentran el camino de regreso; la recomendación es que lo único que se pueden llevar es la grata visita a tan
hermoso paisaje. La Cueva del Puente es una espectacular caverna que forma parte del trayecto del Río Jerusalén. Este manantial está conectado con el río por diferentes esteros. La cueva se alimenta de fuentes subterráneas.
La Hacienda Nápoles de Oro ha invertido dinero en la infraestructura del complejo turístico donde queda la cueva , debido a esto han podido abrir un restaurante donde los turistas pueden comprar: cerveza, agua, jugos y colas; también se puede comprar almuerzo (seco de gallina) por un precio accesible. Anteriormente para poder llegar hacia la Cueva del Puente o bajar era sumamente complicado, debido a que había un camino sin mantenimiento y falta de señalización, pero los dueños de la hacienda donde se localiza este atractivo turístico, han podido hacer con el pasar de los años una escalera artesanal que ayuda a bajar a la cueva al igual que un sendero con cañas estilo barandas. Estos aspiran a que en un futuro podrán adecuar de mejor manera el sendero para hacer más fácil el acceso a los turistas.

### El recinto las Piedras
Este hermoso lugar se caracteriza por estar rodeado de lindos cerros y extensos campos verdes, lo que lo convierte en un lugar perfecto para disfrutar de la naturaleza y realizar diversas actividades al aire libre. El nombre "Recinto Las Piedras" proviene de la composición geográfica del lugar. La zona está rodeada de hermosas piedras naturales, las cuales han sido moldeadas durante siglos por la acción del viento y el agua. Estas formaciones rocosas se han convertido en un atractivo distintivo del lugar y son una fuente de curiosidad e interés para los visitantes. Se dice que en los alrededores de Las Piedras hay algunas cuevas que habrían sido utilizadas por antiguas culturas prehispánicas. Además, cuenta la historia de que algunos forajidos en tiempos pasados se escondían en los cerros que circundan la zona.
Es un destino ideal para aquellos que buscan conectar con la naturaleza y disfrutar de actividades al aire libre. Uno de los atractivos principales son las formaciones rocosas que  dan nombre al lugar. Los visitantes pueden explorar senderos que serpentean entre las piedras y disfrutar de vistas panorámicas impresionantes. Otra actividad popular es el avistamiento de aves. La región cuenta con una rica biodiversidad, lo que la convierte en un paraíso para los observadores de aves. Es común avistar especies como el colibrí, el tucán y el guacamayo en los bosques cercanos. Se encuentra en una zona tropical, lo que significa que generalmente es cálido y húmedo durante todo el año. 
La temperatura promedio suele oscilar entre los 24 °C y los 30 °C. La época más favorable para visitar el lugar es durante la estación seca, que generalmente se extiende de mayo a noviembre. En esta época, el clima es más fresco y hay menos probabilidad de lluvias, lo que facilita la realización de actividades al aire libre.

### Bosque Protector Chongón-Colonche
Es un remanente de bosque seco tropical de la región tumbesina que cuenta con gran inventario de especies de flora y fauna propias de este hábitat. Los sectores Jerusalén, La Polvosa y Guaba de Mico son ideales para las actividades de ecoturismo. Este bosque junto al de Loma Alta fueron creados para salvaguardar el último remanente de bosque húmedo y seco tropical existente entre las provincias de Guayas y Manabí. La cordillera Chongón-Colonche recorre 95 km de la costa ecuatoriana. Dentro de esta cordillera se encuentra el Bosque Protector Chongón-Colonche, al occidente de Guayaquil.
La vegetación de este lugar tiene importancia para el abastecimiento de agua en la zona, ya que filtra y retiene el agua en las nubes de garúa. Chongón-Colonche fue declarado bosque protector en 1994. La categoría de Bosque Protector, es una categoría de manejo forestal no enfocada en la conservación de la biodiversidad sino de las cuencas hídricas. En este bosque se puede hacer: Fotografía | Caminata | Ecoturismo Su ubicación se encuentra al occidente de Guayaquil.
La temperatura promedio es de 26 °C

#### Biodiversidad
Flora: Existe alta diversidad de epífitas y predominancia de trepadoras; mayores niveles de
las familias Piperaceae, Moraceae, Cucurbitaceae.
Fauna: Hilgert y Benavides (1995) realizaron un estudio de fauna; sin embargo, no hay
registros de colecciones sistemáticas e inventarios completos de la fauna de la zona.